# Deewana Mastana
Deewana Mastana (Hindi, deutsch: Verrückter Gefährte) ist eine Bollywood-Komödie, die 1997 in Indien erschienen ist.

## Handlung
Raja ist ein kleiner Gauner, der Zugfahrkarten auf dem Schwarzmarkt verkauft. Seinen Job hat er satt und sucht nach neuen Wegen, um schnell Geld zu machen. Eines Tages rauben er und sein Freund Ghafoor 2,5 Millionen Rupien auf ihrem Heimatbahnhof und verschwinden mit der Beute nach Mumbai.
Auf dem Flughafen in Mumbai fällt Raja der Psychiaterin Dr. Neha Kapoor und verliebt sich sofort in sie. Ghafoor gibt vor, psychiatrisch krank zu sein, damit Raja sich mit Neha anfreunden kann. Die Schwierigkeiten beginnen als Bunnu, der Sohn eines vermögenden Geschäftsmannes, bei Neha in Behandlung geht. Bald schon verliebt auch er sich in Neha. 
Raja findet heraus, dass er einen Rivalen hat, und versucht mit allen Mitteln Neha für sich zu gewinnen.

## Randnotizen
Salman Khan, Raveena Tandon, Shakti Kapoor und Kader Khan haben Kurzauftritte in dem Film. 